# Михновка (Смоленская область)
 Михновка— деревня в Смоленской области России, в Смоленском районе. Расположена в западной части области в 6 км к юго-западу от г. Смоленска, у автодороги Р135 (Смоленск — Красный — Гусино).
Население —570 жителей (2007 год). Административный центр Михновского сельского поселения.

## История
Ранее называлось селом Рождественским, которое в XVII веке было поместьем Тютчевых. В 1703 году, вдова последнего помещика продала имение смоленскому митрополиту Сильвестру II. Сильвестр основал в селе архирейский двор и стал инициатором строительства деревянной (с 1785 года — каменной) церкви во имя Рождества Богородицы. Храм построен в классическом стиле с элементами барокко (сильно пострадал от пожара во время войны 1812 года). От названия храма и село стало называться Рождественским. Позже село переименовали в Новый Двор. В 1796 году, к юго-востоку от церкви, был возведен миниатюрный храм-усыпальница Нила Столбенского, в котором были похоронены родители помещика А. Щукинского.
В 1812 году через село Рождественское французская армия проходила дважды. В нём на ночлег, 4-5 августа 1812 года, останавливался император Наполеон. Отсюда он наблюдал за сражением, происходившим в Смоленске и глядел на город, охваченный пожаром. Позже, при отступлении французов, село было полностью сожжено.
В 1815 году, на средства помещика А. Щукинского (его имение Александровка находилось недалеко от Рождественкого), были восстановлены и храм и весь архирейский комплекс (дом, богадельня, Рождественская и Ниловская церкви, церковно-приходская школа, каменная ограда). Все церкви действовали в селе до 1918 года. Сейчас в Михновке сохранились лишь остатки церковных строений. В Ниловской церкви в настоящее время находится школьная котельная.
В конце XIX века в селе была построена церковно-приходская школа, впоследствии ставшая архиерейским домом. Сейчас на его месте также располагается здание сельской школы.
Современная Михновка (совхоз «Михновский») образовалась после Великой Отечественной войны в результате слияния нескольких населенных пунктов. Село получило название одной из деревень.

## Экономика
АЗС, средняя школа, библиотека, дом культуры, медпункт, почта.